# Dubai Festival City
Dubai Festival City (араб. دبي فستيفال سيتي‎) — крупный многофункциональный комплекс в Дубае (ОАЭ). Включает квартиры, гостиницы, торговые центры, поле для гольфа и заведения развлекательного характера.

## История
Строительство началось в 2003 году и по планам должно продлиться 12 лет. Комплекс раскинулся на 3.8 км вдоль берега Дубайского залива в 2 км от международного аэропорта Дубай. К 2006 году в проект уже было вложено 3 млрд. $.

## Гостиницы
В комплексе строятся отели W Hotel Dubai и Four Seasons Hotel Dubai, так же Hilton Dubai Creek Hotel и Intercontinental Residence Suite Dubai Festival City Hotel 

## Festival Waterfront Centre
В Dubai Festival City расположен торговый комплекс Festival Waterfront Centre вмещающий такие крупные супермаркеты как IKEA, HyperPanda, ElectroniX и Ace Hardware. Здесь же ведёт свою работу крупный торговый центр Festival City Mall, площадь которого около 200 000 квадратных метров.

## Сноски
1. ↑  Описание Фестивального городка в Дубае. Дата обращения: 15 февраля 2013. Архивировано 17 марта 2017 года.
2. ↑  Dubai Festival City Mall - торговый центр в Фестиваль Сити. Дата обращения: 15 февраля 2013. Архивировано 4 марта 2016 года.